# Unser bester Mann
Unser bester Mann ist eine Komödie des DDR-Fernsehens aus dem Jahr 1983. In der Hauptrolle ist Heinz Rennhack zu sehen.

## Handlung
Auf einer Großbaustelle in Ost-Berlin, auf der im Zuge des Wohnungsbauprogramms der DDR zahlreiche neue Mehrfamilienhäuser entstehen sollen, herrscht schon seit einiger Zeit ein akuter Personalmangel. Die Kollegen aus Thüringen haben dem Brigadier Winkelmann schon seit längerem versprochen, dass sie bald „ihren besten Mann“ schicken wollen. Doch dieser Otto Vegesack entpuppt sich  als Tollpatsch mit zwei linken Händen. So kommt es auf der Baustelle zu kleinen und größeren Zwischenfällen. Auch das Privatleben von Otto Vegesack verläuft ähnlich holprig.
An einer Autobahnraststätte hat er auf der Fahrt nach Berlin die attraktive Petra kennengelernt, in die er sich Hals über Kopf verliebt und dann glaubt, mit ihr die große Liebe seines Lebens gefunden zu haben. Doch davon muss er Petra erst überzeugen. Als die Sache mit Petra ins Leere verläuft, lernt Otto die alleinerziehende Mutter Dagmar kennen. Die beiden kommen sich im Laufe der Zeit näher und finden Gefallen aneinander, doch der Tochter Dagmars fällt es zunächst schwer, sich an den neuen Mann an der Seite ihrer Mutter zu gewöhnen.
Am Ende kann sich Otto auf der Baustelle bewähren und findet sein privates Glück.

## Hintergründe
Der Film wurde im Frühling/Sommer 1983 in Ost-Berlin und Umgebung gedreht. Seine Erstausstrahlung erfolgte am 27. November 1983 zur Hauptsendezeit im 1. Programm des DDR-Fernsehens.